# Yolando Mallozzi

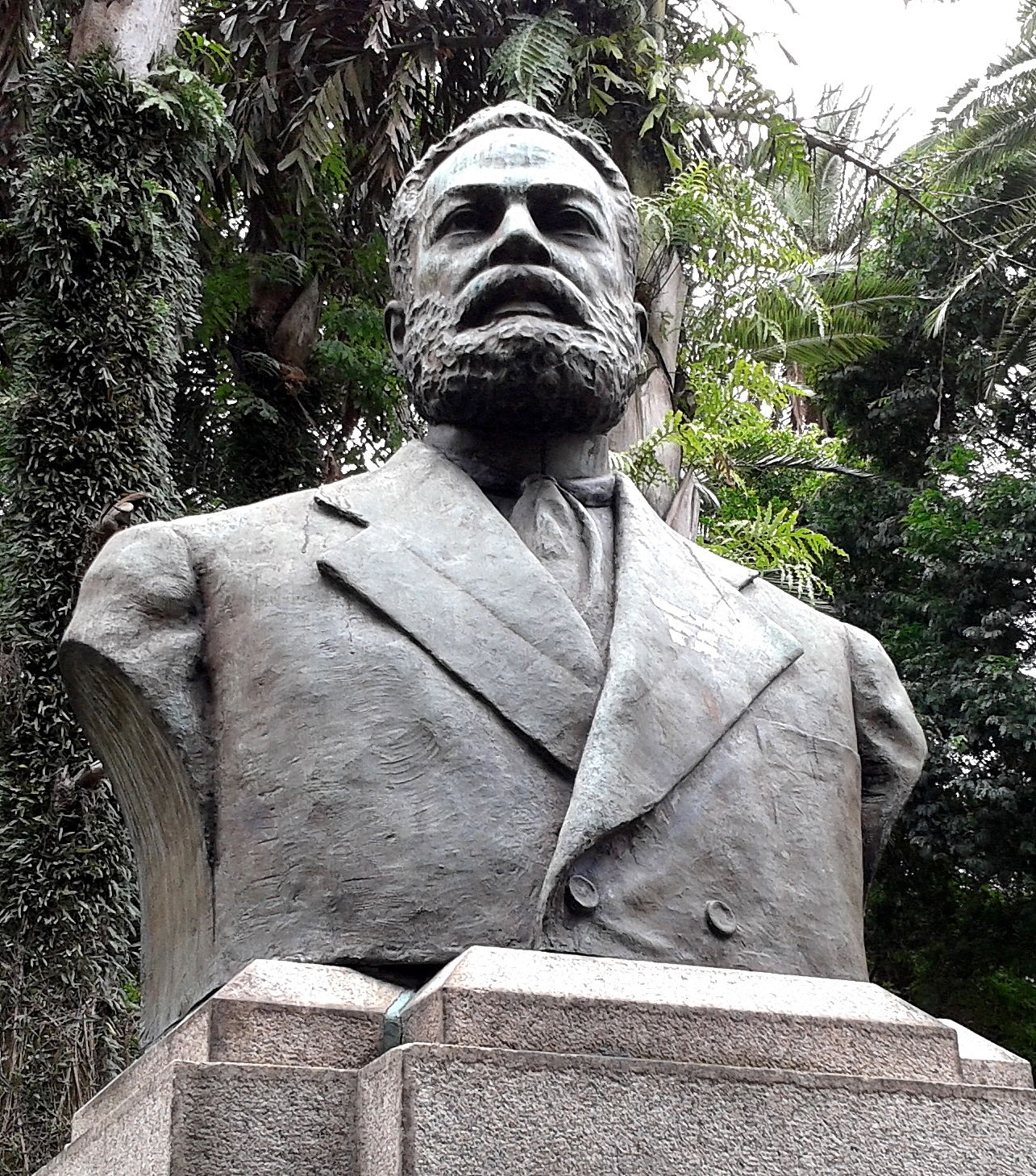
Herma de Luiz Gama no Largo do Arouche, São Paulo.

Yolando Mallozzi (Atibaia, 5 de julho de 1901 — 21 de maio de 1968) foi um pintor, escultor e educador brasileiro. 
De origem italiana, era filho de Sylvio Mallozzi e Vicentina Januzzi Mallozzi. Foi casado com Maria Thereza Mallozzi.
Durante a década de 1920, no ensino primário cursado no Grupo Escolar José Alvim, já destacava-se como um notável talento nas aulas de modelagem. Ao mudar-se para São Paulo, estudou no Liceu de Artes e Ofícios, formando-se em desenho, pintura e escultura. Foi aluno de Amadeu Zani e de Helio De Giusti. Estudou pintura com Sante Bullo. Após finalizar seus estudos na instituição, iniciou sua carreira no ateliê do marmorista Francisco Mariano. Tornou-se colaborador dos escultores Rodolpho Pinto do Couto e Celso Antônio de Menezes. Logo tornou-se um artista de grande representação, tendo executado inúmeras obras de arte durante sua trajetória. Tem monumentos públicos executados nos estados de São Paulo, Rio de Janeiro e Paraná.
Faleceu aos 67 anos, um mês após a morte de sua esposa partir, em 20 de abril de 1968.
Após seu falecimento, aproximadamente 96 exemplares de suas esculturas e pinturas foram abrigar-se no Museu Municipal João Batista Conti, em Atibaia.

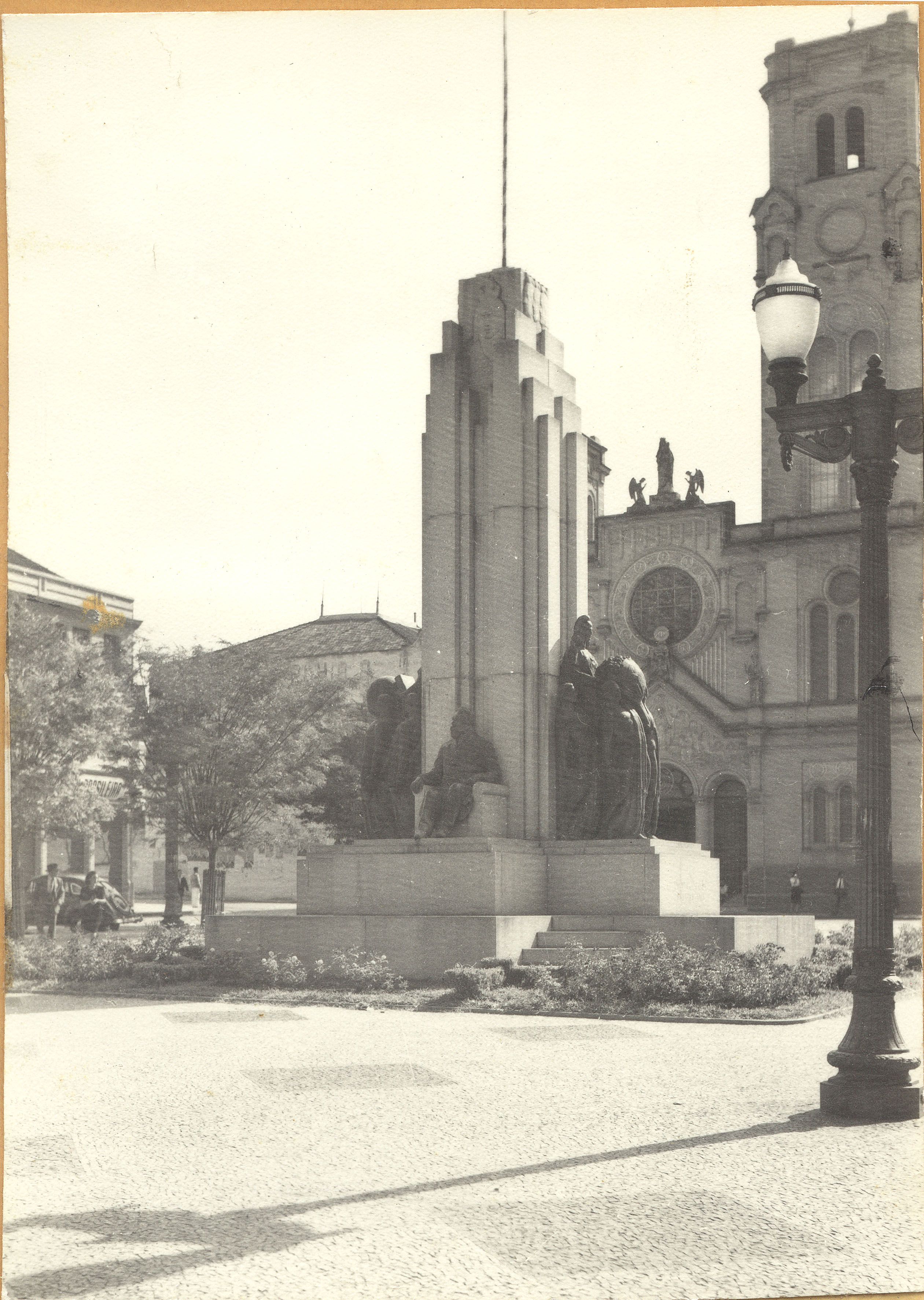
Monumento a Campos Sales, em Campinas (década de 1950)

## Obras
Entre suas muitas obras, está a herma do abolicionista Luís Gonzaga Pinto da Gama (Monumento a Luiz Gama), de 1931, no Largo do Arouche, o primeiro monumento erguido na capital paulista em homenagem a um líder negro; o Monumento a Santos Dumont, de 1933, no centro de Curitiba; Dom Pedro II, de 1934, pertencente ao acervo da Pinacoteca do Estado de São Paulo; o Monumento a Campos Sales, no centro de Campinas; a cabeça de Ruy Barbosa, no Estádio do Maracanã, Rio de Janeiro; a herma do Barão de Pinhal em São Carlos; a estátua de Major Juvenal Alvim, de 1938, no centro de Atibaia; Quatro Estações, em Campos de Jordão; a cabeça de José Bonifácio Medina, de 1941, pertencente ao Museu Histórico Prof. Carlos da Silva Lacaz (Museu Histórico da Faculdade de Medicina da USP); as hermas de Zeferino Alves do Amaral e Miguel Vairo; os bustos de Marquinhos do Amaral e Ana Pires.
Antes de falecer, havia projetado por solicitação do Lions Clube de Atibaia, o modelo para o Monumento a Jerônimo de Camargo, que em 2003 foi executado e doado pela instituição ao Museu Municipal João Batista Conti.

## Prêmios
Devido ao seu brilhante trabalho, recebeu inúmeras premiações e honrarias, entre elas destacando-se:
- Grande Medalha de Prata, Salão Paulista de Belas Artes, 1934;
- Pequena Medalha de Ouro, Salão Paulista de Belas Artes, 1953;
- Primeiro lugar no Prêmio Viagem ao País, 1961.Herma de bronze em pedestal de granito de Luiz Gama.Foto antiga do Monumento a Campos Sales.Monumento a Campos Sales em Campinas, SP.

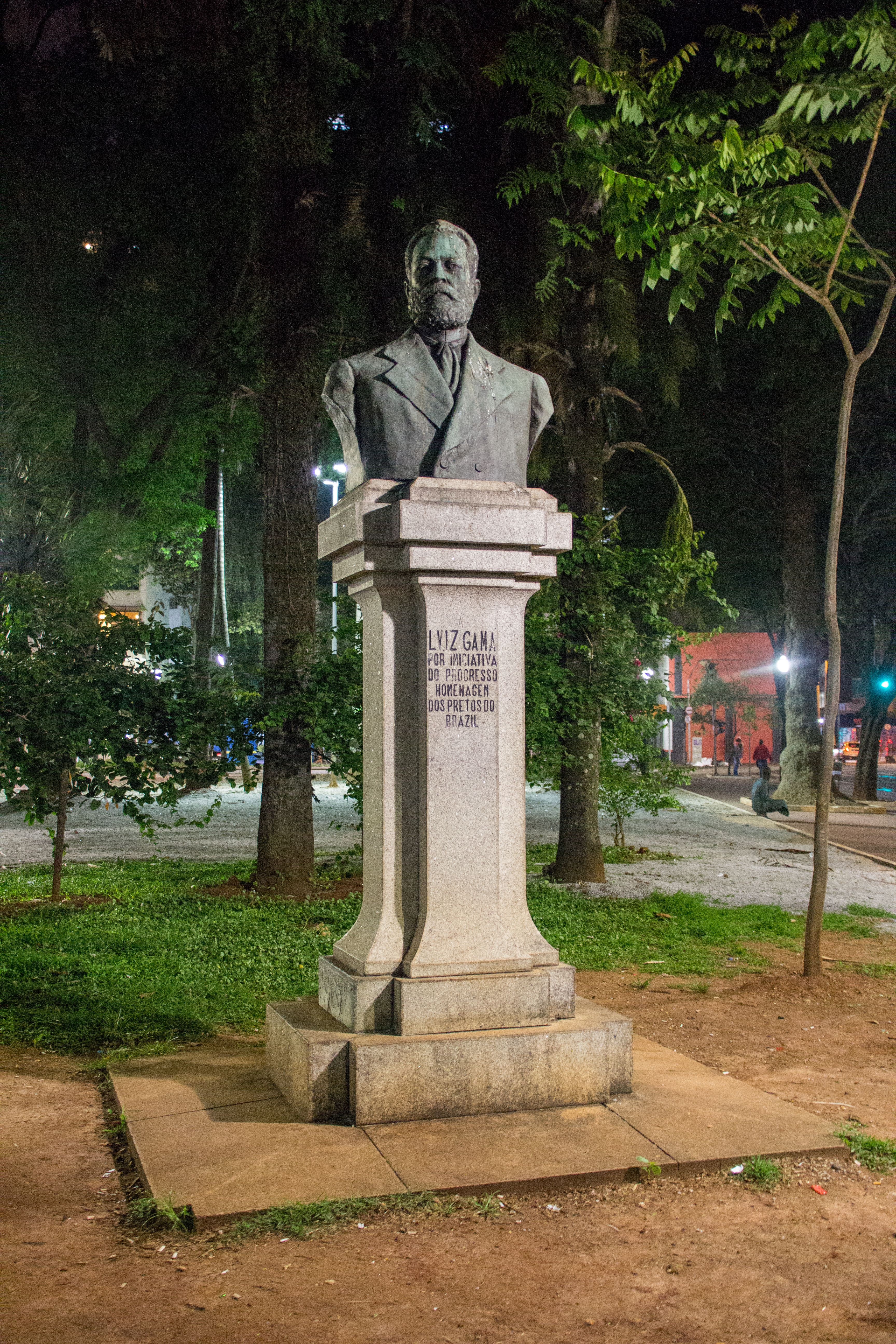
Herma de bronze em pedestal de granito de Luiz Gama.

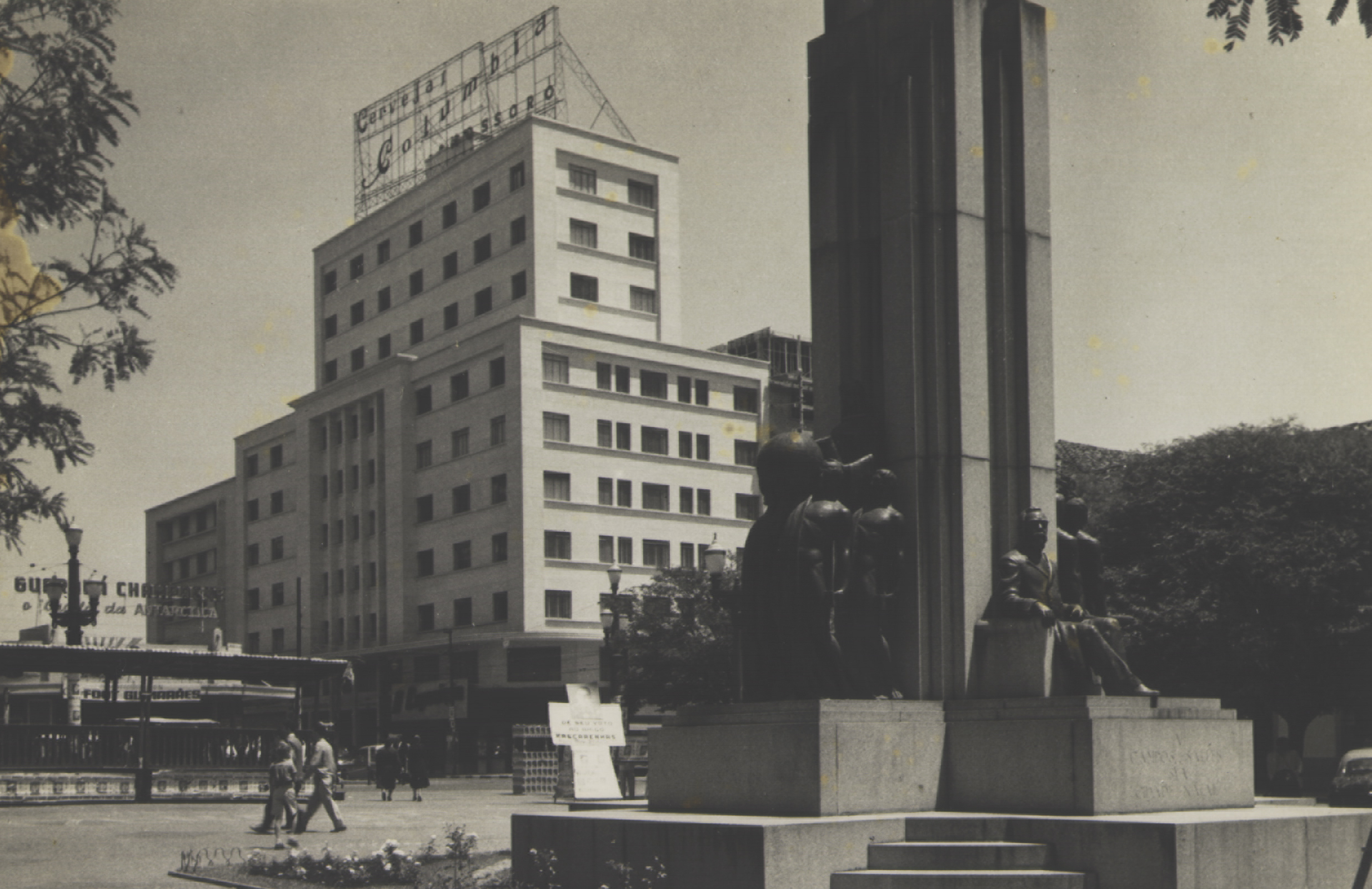
Foto antiga do Monumento a Campos Sales.

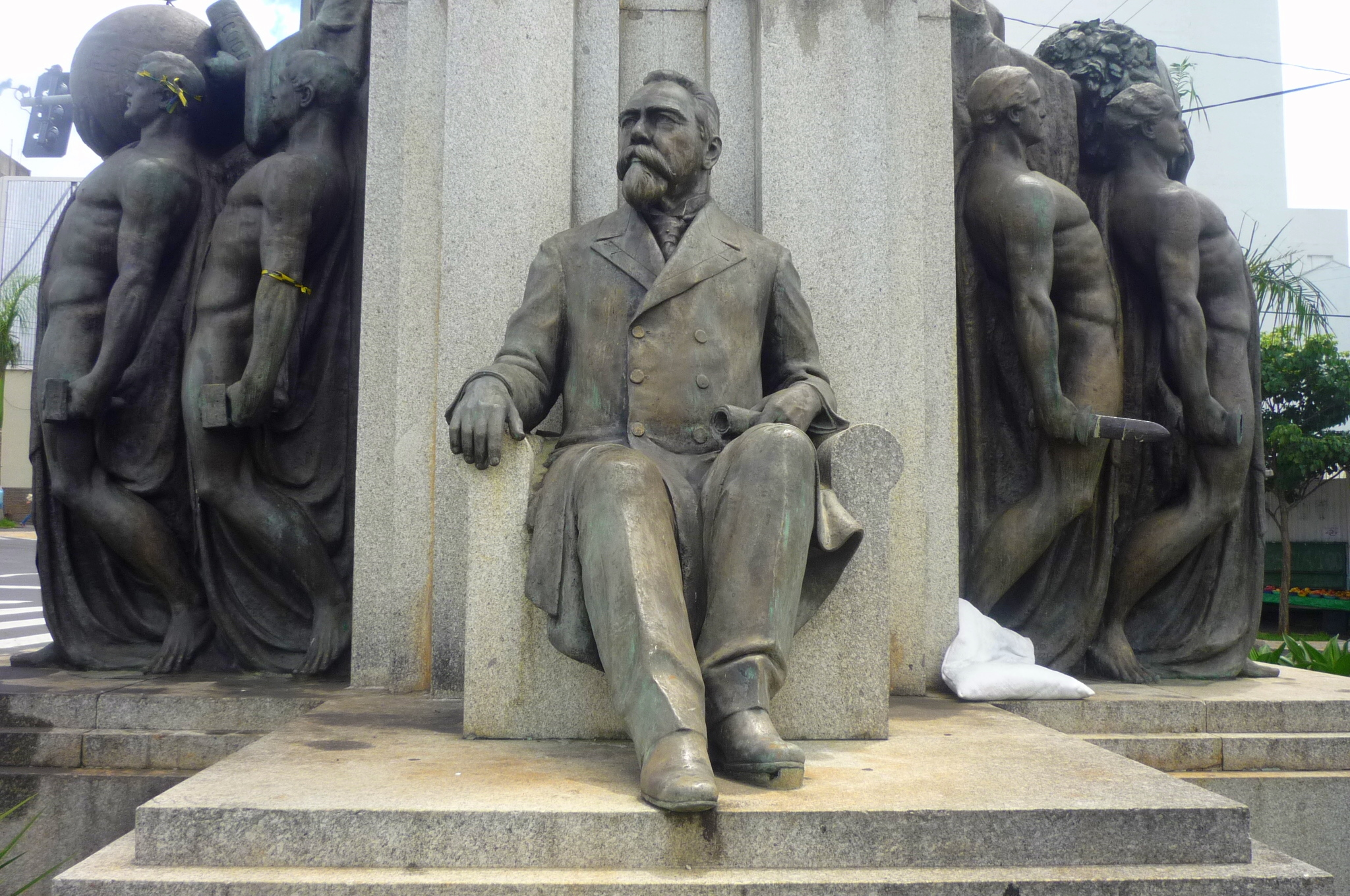
Monumento a Campos Sales em Campinas, SP.

## Homenagens
Rua Yolando Mallozzi (antiga Rua Ingá), no bairro de Alvinópolis, Atibaia. Escola Estadual Yolando Mallozzi, na Vila Roque, distrito de Cachoeirinha, Zona Norte de São Paulo.